# Кен Волш
Кен Волш (англ. Ken Walsh; нар. 11 лютого 1945) — американський плавець.
Олімпійський чемпіон 1968 року.
Переможець Панамериканських ігор 1967 року.
Переможець літньої Універсіади 1967 року.